# Stanisław Gruszka

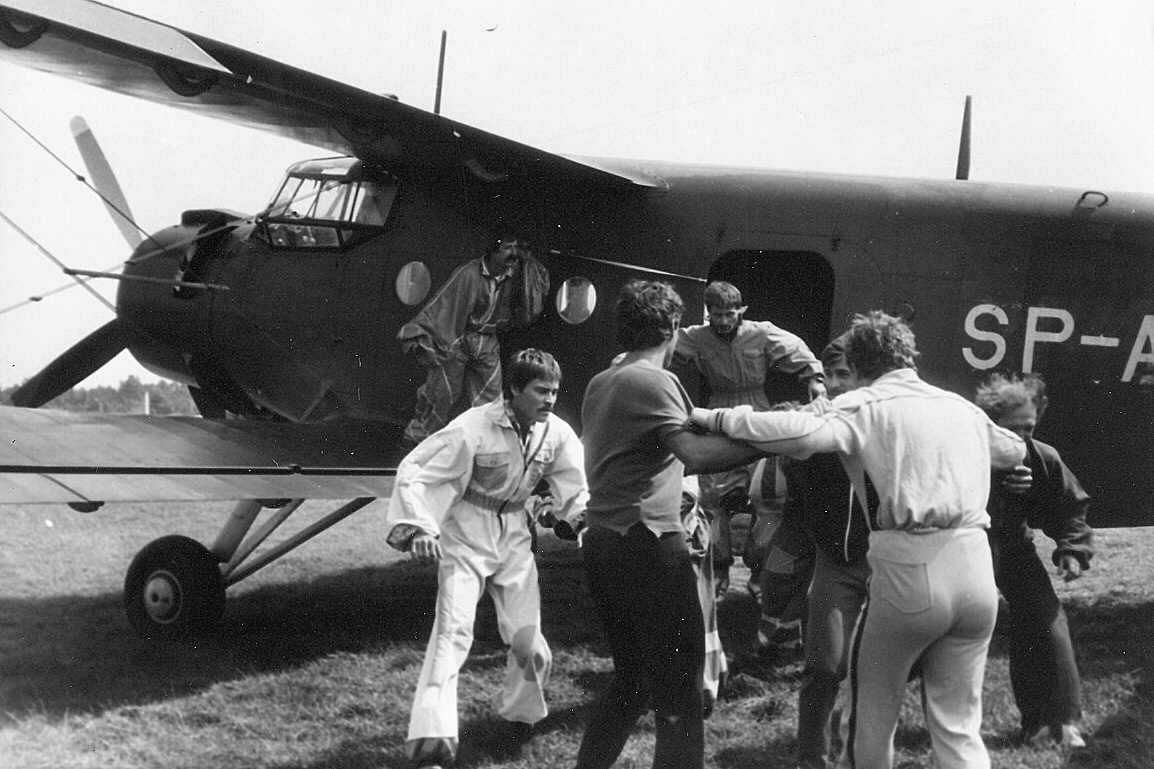
Stanisław Gruszka – przodem w białym kombinezonie na lotnisku Rybnik-Gotartowice (lipiec 1983)

Stanisław Gruszka (ur. 4 marca 1964) – polski skoczek spadochronowy, zawodnik WKS „Śląsk” Wrocław i sekcji spadochronowej WKS „Wawel” Kraków, członek Spadochronowej Kadry Narodowej i Reprezentacji Wojska Polskiego, trener spadochronowy oraz żołnierz zawodowy 6. Brygady Powietrznodesantowaj.

## Działalność sportowa
Pierwszy skok ze spadochronem wykonał 27 kwietnia 1981 w Aeroklubie Śląskim na katowickim lotnisku pod okiem Stanisława Figołuszki. Skakał wtedy na spadochronach okrągłych typu: ST-7 i PD-47. Wykonał na nich kilkadziesiąt skoków. Potem były czechosłowacki typu: PTCH-7, polski SW-5 i radziecki UT-15. Gdy miał na koncie około 200 skoków, po raz pierwszy skoczył na „skrzydle” – SW-10, potem SW-12 .
Do służby wojskowej został powołany w 1985 do 62. Kompanii Specjalnej w Bolesławcu, a następnie do WKS „Śląsk” Wrocław, gdzie trenerem był Edward Ligocki, a kierownikiem sekcji mjr Jacek Szrek .
Od 1987 został członkiem Spadochronowej Kadry Narodowej .
Od 1990 w służbie zawodowej w 6 BDSz (pluton wyczynowy, później Spadochronowa Grupa Sportowo-Pokazowa, od 2010 Pluton Zabezpieczenia Szkolenia, gdzie w stopniu chorążego pełnił funkcję dowódcy ww. plutonu .
W latach: 1990–2004 zawodnik sekcji spadochronowej WKS „Wawel” Kraków .
W latach 1992–2001 został powołany do Reprezentacji Wojska Polskiego .
Od maja 2004, w związku z wypadkiem Tadeusza Matejka do 2013, pełnił obowiązki trenera sekcji spadochronowej WKS „Wawel” Kraków .
Siedmiotysięczny skok wykonał w 2004 z wojskowego Herculesa w Holandii, pod Driel, podczas obchodów 60. rocznicy operacji Market-Garden. Po starcie, wszyscy na pokładzie odśpiewali mu tradycyjne „Sto lat”, skok wykonano z 3000 metrów. Skakali spadochroniarze z 6 BDSz oraz holenderscy instruktorzy .
Do stycznia 2012 wykonał 7218 skoków spadochronowych .
Działacz Związku Polskich Spadochroniarzy (ZPS). Był członkiem VII Oddziału Związku Polskich Spadochroniarzy w Katowicach i II Oddziału ZPS w Krakowie. 28 marca 2000 został odznaczony Srebrnym Krzyżem Zasługi w uznaniu wybitnych zasług w działalności społecznej i za osiągnięcia w rozwijaniu sportu spadochronowego oraz za zasługi dla Związku Polskich Spadochroniarzy.

### Najważniejsze osiągnięcia
W latach 1995–2000 indywidualny i drużynowy medalista Mistrzostw Polski i Wojska Polskiego Starty w Mistrzostwach Świata i Europy cywilnych i wojskowych:
- Węgry 1996 – 14 miejsce indywidualnie, 4 drużynowo
- Belgia 1997 – I miejsce w akrobacji indywidualnej i I miejsce w klasyfikacji ogólnej na Mistrzostwach Armii Królestwa Belgii.
- Chorwacja 1998 – 9 miejsce indywidualnie, 4 drużynowo
- Zagrzeb – 4 miejsce drużynowo
- Mistrzostwo Polski w Akrobacji Zespołowej RW-4 1996 i 2000[5]
- Uczestnik desantowania na tamę w Myczkowcach i most w Ulanowie.

Źródło: 